# 大慈阁

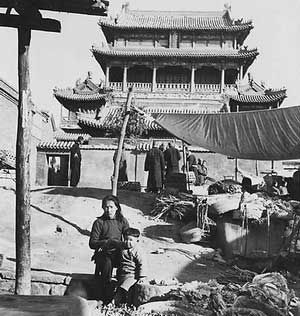
大慈阁旧照

大慈阁，原名大悲阁，位于中国河北省保定市穿行楼北街，现为保定市佛教协会所在地，2006年入选全国重点文物保护单位。大慈阁是保定市现存最高大的古代建筑，也是保定古城的标志性建筑之一，俗语称“不到大慈阁，何曾到保定”。大慈阁创建于元太祖或元定宗时期，清乾隆年间遭遇火灾，现存建筑为清代重建。清同治《清苑县志》将大慈阁列为上谷八景之首，称为“市阁凌霄”。大慈阁建筑群坐北朝南，有山门、钟楼、鼓楼、大慈阁、方丈院和关帝庙等建筑。

## 历史
通常认为，大慈阁建于成吉思汗（元太祖）时期或元定宗时期，创建时称为大悲阁。保定在金代称作保州。金贞祐元年（1213年），成吉思汗率军接连攻克张家口、古北口、涿州、易州，在保州遭遇了顽强抵抗，连续作战多日仍然难以攻破保州城。蒙古军攻下保州后，屠城三天，仅工匠幸免。随后，部队放火烧毁了保州城。元太祖二十二年（1227年），投降蒙古军的金国将领张柔将驻地移至保州，开始重建保州城。明清两代的地方志大多根据元好问《顺天府营建记》，认为大慈阁建于元定宗二年（1250年）。有当代学者质疑这一说法，认为1250年仅仅是元好问撰文的时间，大慈阁早已完工；此外，1250年时张柔早已率兵南下。因此，一些学者认为大慈阁的创建时间在保州城开始重建之后、张柔领兵南下之前，即1227年至1232年之间。
清朝顺治四年至五年，大慈阁得到重修，增建了钟楼、鼓楼和山门（今天王殿）。乾隆年间，大慈阁在火灾中被烧毁，随后得到重建。清道光二十四年、中华民国三十二年（另有说法认为是道光二十六年、民国三十一年），大慈阁两次重修。
诗文中有不少关于大慈阁的记载、吟咏。元好问《顺天府营建记》称赞说“独大悲出侯新意，尤为殊胜，金碧灿然，高出空际，唯燕中仁王佛坛成于国力，可等而上之耳”。南宋文人文天祥抵抗蒙古军失败后，被押送燕京，途经保定时作诗，“通衢谁建凌虚阁，留与居人作伟观”。元朝初年刘因《大悲阁诗》言道“十载鸡泉隐，今朝市阁晴。……辽海依依见，尧山隐隐横。”古籍记载大慈阁“高可数十丈，数十里外，遥望层阁丹碧若霞”。清朝同治年间纂修的《清苑县志》将大慈阁列为“上谷八景”之首，称“市阁凌霄”。
中华人民共和国初期，大慈阁先后被区政府、河北省文化机关占用。1956年，大慈阁恢复佛事活动。1957年4月，河北省文化局拨款5000元人民币重修了大慈阁和钟楼。1963年，大慈阁被列入河北省文物保护单位。由于保定市各寺庵僧尼陆续病故或还俗，文化大革命前大慈阁曾是保定市唯一的佛寺。文化大革命期间，大慈阁遭到破坏，佛像被焚毁，僧尼被逐出寺院，大慈阁成为戏剧道具厂，大慈阁内原有的文物不知下落。1983年至1984年，河北省和保定市投资20万元人民币将大慈阁、钟楼、鼓楼、山门等落架重修。同时，大慈阁转交保定市文物管理所管理，成为保定市文管所驻地。1986年至1989年，政府将关帝庙落架重建。2005年，保定市投资五百余万人民币，再次重修大慈阁。这次重修采用了贴金，并在山门前修建了面积达780平方米的广场。经多年呼吁、申请，2005年4月保定市人大常委会做出决议，决定将大慈阁恢复为宗教场所。2006年10月，保定市佛教协会进驻大慈阁，协会会长真广法师兼任住持，大慈阁恢复佛事活动。

## 建筑

### 布局
整个建筑群坐北朝南。最南侧为山门（今天王殿），门前有石狮一对。山门以北，钟楼、鼓楼分居东、西。钟楼、鼓楼北面是大慈阁。大慈阁北面为关帝庙，关帝庙坐南朝北，正对保定北城门，因而也称倒坐关帝庙。此外，还有现代新建的方丈院等附属建筑。钟楼、鼓楼前保存有4通碑，分别是清顺治三年、顺治四年、道光二十六年、中华民国三十二年重修大慈阁碑。

### 天王殿（原山门）
天王殿原为山门，面阔三间、进深一间，上施灰瓦，单檐歇山顶。正中筑有券洞，装有两扇板门。券洞上的长方形横额刻有“真觉禅寺”四字。殿内原有弥勒、韦陀、四大天王塑像，均已被毁。山门前有石狮一对。

### 钟楼、鼓楼

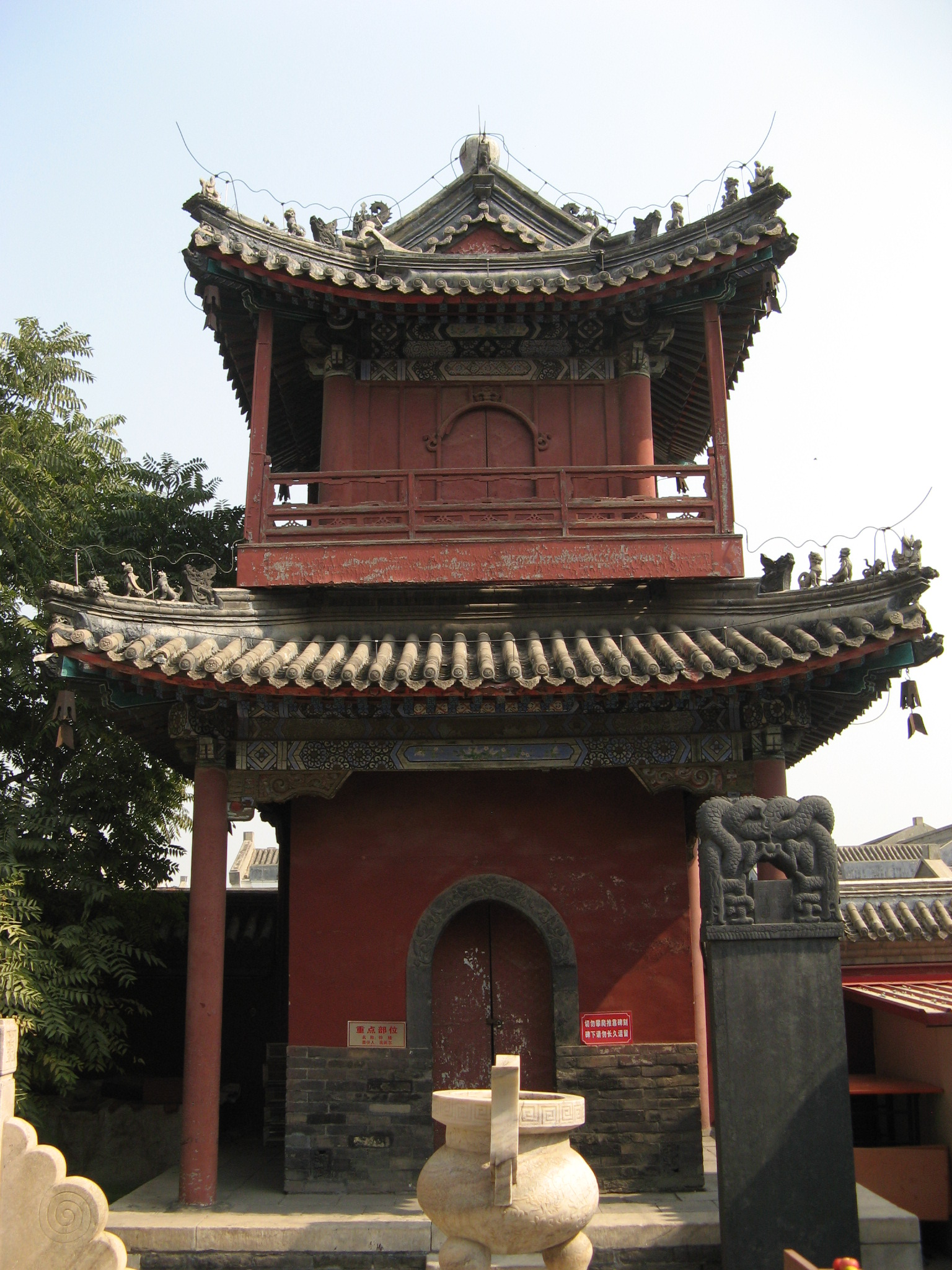
钟楼

钟楼、鼓楼平面均为正方形，为二层建筑，十字歇山顶，覆灰瓦，十字交叉处有宝顶。钟楼和鼓楼面阔、进深均为一间，外有回廊，一层前檐正中开有券门，装有两扇板门。

### 大慈阁

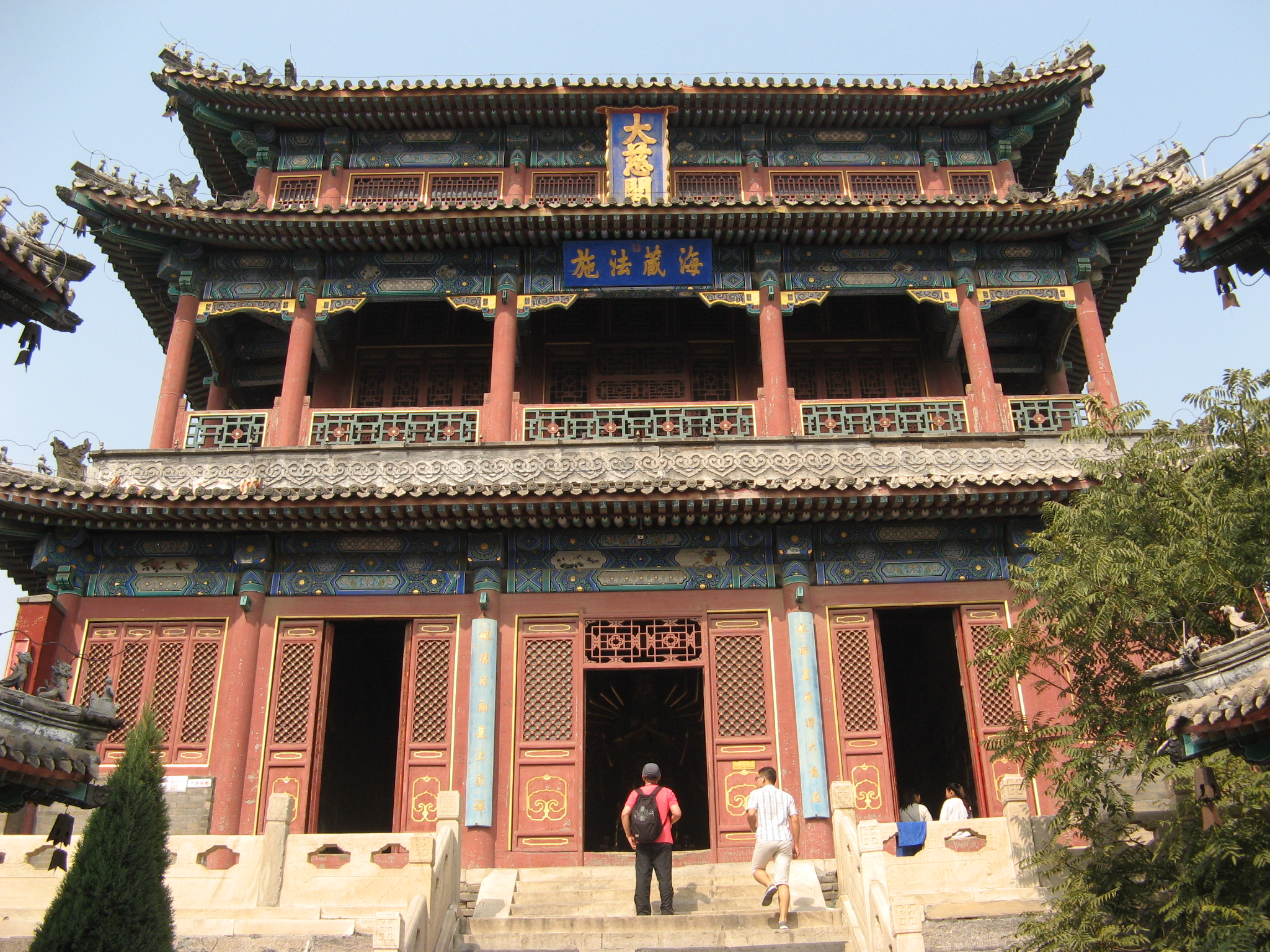
大慈阁

大慈阁是整座寺庙的主体建筑，位于石台上，共三层，平面呈长方形。大慈阁高25米，石台高5.4米、宽17.54米、深12.42米，有22级石阶通向石台顶部。石台四周围有汉白玉栏板、望柱。大慈阁一层面阔五间、进深三间，前檐明间、次间均装有四扇六抹隔扇门，其中明间中部两扇门前加装有帘架门。前檐梢间各装四扇四抹槛窗。后檐明间装有隔扇门，次间墙上开六角窗，梢间筑墙。隔扇、槛窗心屉为饰有梅花的斜方格。大慈阁悬“海藏法施”匾据称为清朝嘉庆皇帝手书。一层室内抱柱楹联为“禅门无住始为禅，但十方国土庄严，何处非祗园精舍；渡世有缘皆可渡，果一念人心回向，此间即慧海慈航”。横匾“慈云普荫”为晚清翰林潘龄皋所写。一层正中1.5米高的石质须弥座上为一尊高5.5米的木雕千手千眼观音菩萨像。2008年至2009年大慈阁募集资金将这尊观音像贴金，在2009年10月14日举办了开光法会。一层东、西壁画内容为十八罗汉和经变故事，绘于清末。二层、三层均为面阔三间、进深一间，外有回廊。二层供奉有1986年泰国金山寺所赠释迦牟尼鎏金铜像。铜像高1.6米，重300公斤。三层结构为五架梁七檩四柱。大慈阁三层曾作为藏经阁。清朝道光年间，莲池书院收藏的《大清三藏圣教真经》移至大慈阁三楼保存，1966年又移回莲池书院。2005年重修时，专家认定三楼藏经阁内的壁画绘于清朝乾隆年间。大慈阁屋顶为歇山顶，覆灰瓦。一层、二层上均有腰檐。

### 关帝庙
关帝庙面阔五间、进深三间，歇山顶。关帝庙门外悬有楹联“生蒲州，长解州，战徐州，镇荆州，万古神州有赫；兄玄德，弟翼德，擒庞德，释孟德，千秋智德无双”，横批“万世人极”。殿内供奉有泥塑关羽坐像及关平、周仓像，东、西、南三壁绘有关羽故事壁画。

## 備註
1. ↑  满城县抱阳山碑廊北宋元丰三年《重修相公堂记》提及真觉禅寺，有人认为碑中的真觉禅寺即大慈阁的别名，据此主张大慈阁建成于北宋元丰三年之前。[3]1970年，大慈阁南边的电影院建筑工地出土了一批宋代窖藏铜质器皿，有人认为可能是真觉寺的遗存。[4]
2. ↑  有说法称，清高宗乾隆皇帝曾两次到大慈阁拈香礼佛，一次是在乾隆四十六年，另一次是乾隆五十七年，声称《清实录》记载乾隆四十六年“三月十九日壬辰，驾至莲池书院，诣大悲阁拈香，是日，驻跸灵雨寺行宫”，乾隆五十七年“四月初十日戊申，上诣灵雨寺拈香。是日，上诣大悲阁拈香。是日，仍驻跸保定府行宫”。同一来源还声称，嘉庆十六年清仁宗前往五台山途中也在大慈阁拈香。[3]然而，这与北京书同文数字化技术有限公司制作的古籍数据库中的《清实录》内容不符。按照《清实录》，乾隆四十六年三月壬辰皇帝驻跸灵雨寺行宫，五十七年四月戊申驻跸保定府行宫，但并没有前往莲池书院、大悲阁的记载；嘉庆十六年闰三月丁酉、戊戌，仁宗自五台山回銮途中驻跸灵雨寺行宫，在戊戌日访问了莲池书院，并无在大慈阁拈香的记载。
3. ↑  有资料称清朝道光二十六年的重修中，住持明法和尚倾尽自己数十年积蓄；此外，清宣统二年、1937年至1942年大慈阁两次经历重修。[3]
4. ↑  保定古称上谷，《清苑县志》所载上谷八景依次为市阁凌霄、奎楼应宿、横翠朝晖、莲漪夏艳、东皋春雨、西刹秋涛、鸡水环清、郎峰耸秀。[12]
5. ↑  亦有资料称石台高4.6米。[8]